# Qred
Qred er en svensk fintechvirksomhedmed hovedkontor i Stockholm. Virksomheden blev grundlagt i 2015.

## Historie
I 2023 fik Qred en banklicens af den svenske tilsynsmyndighed Finansinspektionen.Efter at have erhvervet en banklicens tilbyder Qred sine tjenester i hele EU. Banken har sit danske hovedsæde på Ydre Østerbro i København.
Bestyrelsen valgte Mattias Carlsson som ny formand.
Qred kom ind på B2B-betalingsmarkedet efter at have modtaget 10 millioner euro i finansiering fra virksomhedens stiftende investor, Nordic Capital.
Virksomheden har været med på Financial Times' liste over de 1.000 virksomheder i Europa med den hurtigste væskt fra 2019 til 2023.